# HUD (computerspelterm)

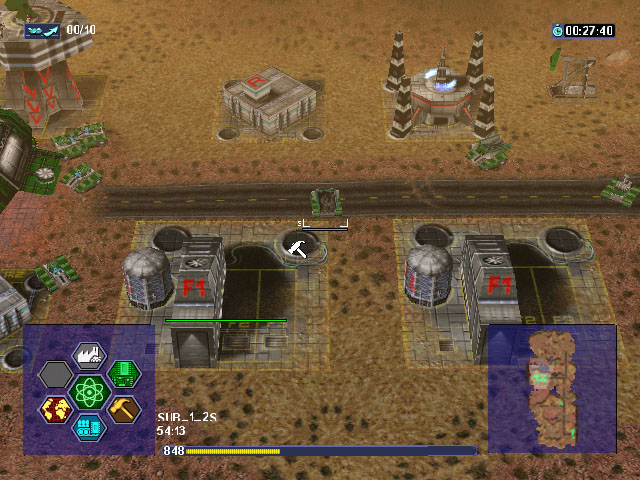
HUD van Warzone 2100: o.a. een overzichtskaart, de tijd en mogelijke uit te voeren acties

De HUD (afkorting van het Engelse head-up display) in een computerspel is de methode waarop informatie visueel wordt weergegeven aan de speler tijdens het spelen. De HUD maakt deel uit van de gebruikersomgeving van het spel.

## Gebruik
In sommige spellen kan men de HUD aanpassen aan eigen wensen: zo kan men bijvoorbeeld in Ratchet: Gladiator de kleur van de HUD aanpassen en in Supreme Commander de indeling van de gehele HUD. De informatie die wordt getoond op de HUD hangt af van het spel, maar er zijn diverse kenmerken die spelers in meerdere spellen tegenkomen. Voorbeelden van informatie die getoond wordt op een HUD:
- Gezondheid/kracht/levens - dit kan van toepassing zijn op het personage waarmee de speler speelt of op andere belangrijke personages uit het spel, zoals teamgenoten of eindbazen. Meestal staat er ergens in beeld een balk met daarin de kracht en/of het aantal levens van het personage. Als het personage wordt aangevallen, neemt de kracht of nemen de levens af.
- Munitie - gameplayoptie die meestal beschikbaar worden gedurende de gameplay, zoals beschikbare wapens, gadgets of vallen. Ook wordt daar het aantal munitie aangegeven. Soms, als een wapen tijdelijk niet kan worden gebruikt, bijvoorbeeld omdat het moet worden geladen, wordt dat ook weergegeven op de HUD.
- Menu's: de verschillende menu's die beschikbaar zijn voor de speler.
- Voortgang: de score, het geld of de ervaringspunten van de speler. Het kan ook gaan om de huidige taak van de speler.
- Minimap: een kleine radar of overzichtskaart onder in beeld, waarop de speler kan zien of er vijanden of doelen in de buurt zijn.